# Aidyn Chronicles: The First Mage
Aidyn Chronicles: The First Mage és un videojoc desenvolupat per H2O Interactive i publicat per THQ. És un dels pocs videojocs de rol per consola de Nintendo per la Nintendo 64.